# Laubenganghäuser (Berlin-Friedrichshain)

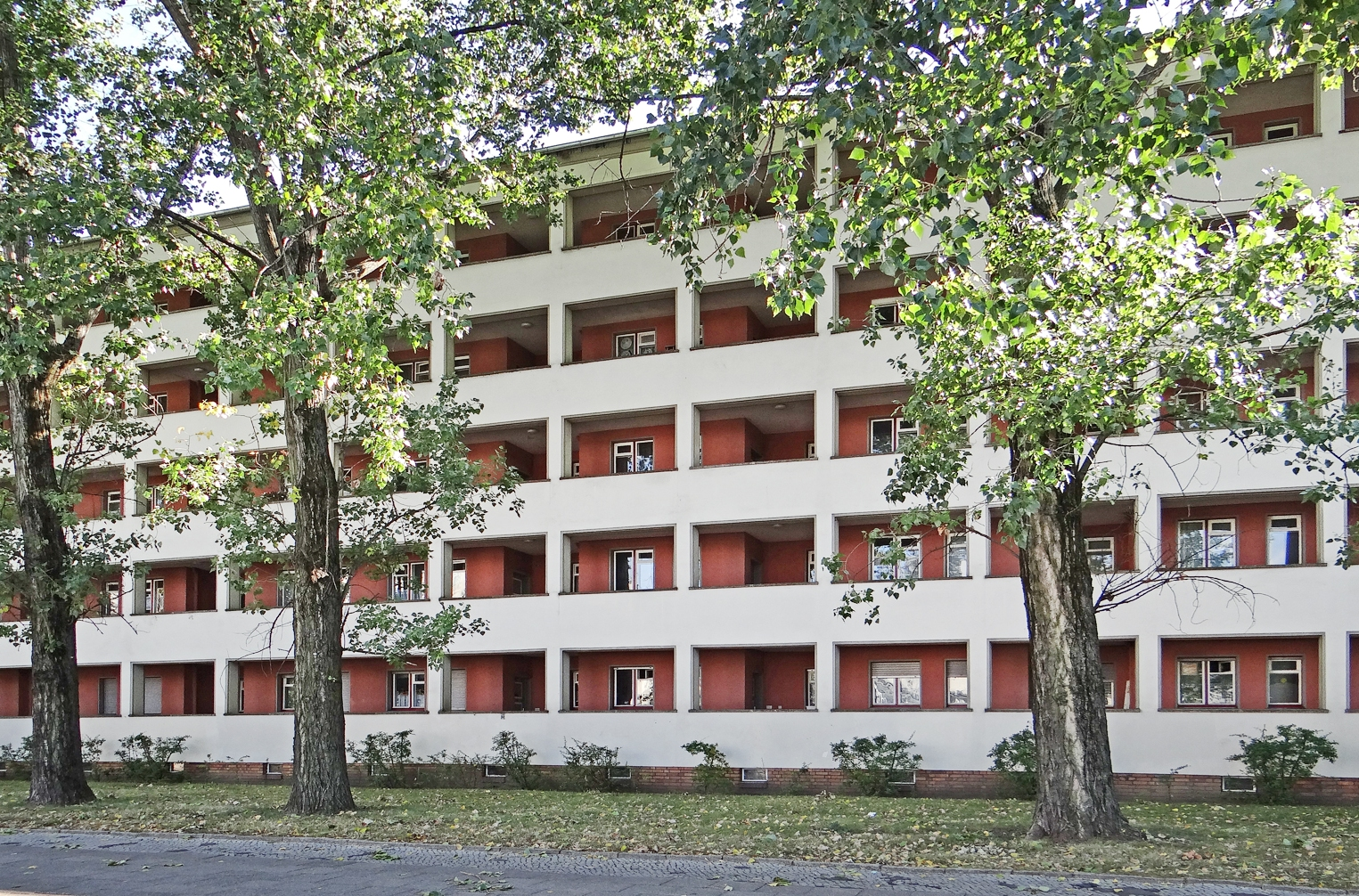
Zweites Laubenganghaus in der Karl-Marx-Allee 126/128, Berlin

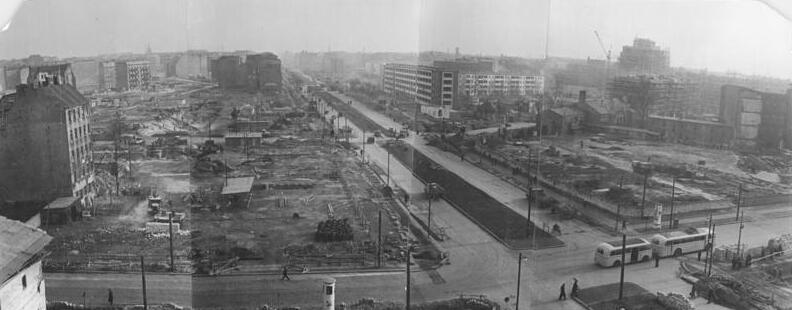
Erstes Laubenganghaus (obere Bildmitte), 1952

Die Laubenganghäuser in der Berliner Karl-Marx-Allee 102/104 (Lage) und 126/128 (Lage) sind denkmalgeschützte Wohnhäuser im Ortsteil Friedrichshain. Sie wurden von den Architekten Hans Scharoun, Ludmilla Herzenstein, Karl Brockschmidt und Helmut Riedel 1949 bis 1951 errichtet.

## Hintergründe und Entstehung: Die Wohnzelle Friedrichshain
Die alte Wohnbebauung beiderseits der Frankfurter Allee und der heutigen Karl-Marx-Allee in Berlin war im Krieg bis zum Frankfurter Tor vollständig zerstört worden. Der Komplex der sogenannten „Wohnzelle Friedrichshain“ an dieser Stelle war der erste realisierte architektonisch-städtebauliche Gestaltungsentwurf nach dem Krieg im Osten der Stadt. Die Laubenganghäuser waren dabei mit die ersten realisierten Nachkriegsbauten mit Symbolwirkung. Im Rahmen des „Generalplans zum Wiederaufbau Berlins“ legte Hans Scharoun 1949 die ersten Skizzen für das „Wohnzelle Friedrichshain“ genannte Gebiet vor. Die neue Planung entschied sich gegen die hierarchischen, achsenbetonten städtebaulichen Konzeptionen der Vorkriegszeit. Ebenso wurde eine Absage an die klassische Mietskaserne nach dem Grundsatz der Blockrandbebauung erteilt.

## Bau und Fertigstellung im Rahmen des politischen Paradigmenwechsels
Nach dem Baubeginn 1950 wurden jedoch nur zwei Laubenganghäuser erstellt. Noch vor dem Richtfest des ersten Laubenganghauses im Juli 1950 wurde die Bezeichnung „Wohnzelle Friedrichshain“ in „Wohnstadt Friedrichshain“ umgewandelt. Schon die Wortwahl spiegelt den Paradigmenwechsel. 1951 war der erste Bauabschnitt des nochmals in „Wohnstadt Stalinallee“ umbenannten Areals fertiggestellt. Der Baustil der Moderne, stark beeinflusst von den Idealen der Bauhaus-Architektur, verlor in der Politik an Rückhalt. Zu dieser Zeit kam aus der Sowjetunion die Empfehlung, bei städtebaulichen Projekten die nationalen und regionalen Bautraditionen zu studieren und ihre typischen Charakteristika in Gestaltung und Gliederung der Neubauten und ihrer Fassaden aufzunehmen. Sachliche, funktionalistische Architektur in der Tradition des Bauhauses galt künftig als bourgeois, dekadent und formalistisch.

## Planungsdetails
Die fünfgeschossigen Laubenganghäuser sind im sachlichen Stil der 1920er Jahre gehalten. Die Laubengänge liegen der Allee zugewandt. Sie bilden mit den Öffnungen der einzelnen Segmente zwischen den Pfeilern ein strenges Raster. An dieser Seite befinden sich die Küchen und Bäder. Die Wohnräume sind nach Süden orientiert. Es handelt sich um Einzimmerwohnungen, teilweise um Zweizimmerwohnungen.